# Сабріна Сімадер
Сабріна Ванджіку Сімадер (англ. Sabrina Wanjiku Simader; нар. 13 квітня 1998, Кіліфі) - кенійська гірськолижниця.

## Особисте життя
Сімадер народилася в Кенії, і переїхала до Австрії, коли їй було три роки, де вона почала займатися спортом. Її мати - кенійка, а батько - австрієць. 

## Кар'єра

### Зимова юнацька олімпіада 2016 року
Сімадер представляла Кенію на Зимових юнацьких Олімпійських іграх 2016 року в Ліллехаммері, Норвегія. 

### Зимові Олімпійські ігри 2018 року
Сімадер виступала за Кенію на Зимових Олімпійських іграх 2018 року у змаганнях з гірськолижного спорту. Стала першою гірськолижницею, яка представляла Кенію на Зимових Олімпійських іграх. 